# Jean Paul (1800–1872)
Jean Paul, född 1800, död 1872, medlem av statssekreterarnas råd i Haiti, 15 april–16 april 1845.